# 2-е Учредительное собрание Непала
2-е Учредительное собрание Непала — однопалатный законодательный орган Федеративной Демократической Республики Непал, состоящий из 601 члена, которым поручено подготовить проект новой конституции Непала. Сформирован по результатам выборов в Учредительное собрание 2013 года после невозможности принятия конституции 1-м Учредительным собранием.
Собрание завершило свою работу в октябре 2017 года.

## Открытие
Бывший премьер-министр Непала Сурья Бахадур Тхапа, назначенный председателем собрания 20 января 2014 года, принял присягу 565 депутатов на первом заседании собрания 21 января 2014 года. Лидеры Непальского конгресса, Коммунистической партии Непала (объединённая марксистско-ленинской) и Объединённой коммунистической партии Непала (маоистской) обязались принять проект новой конституции в течение года. Более 80% членов собрания являются новыми лицами в политической жизни страны.

## Дискуссии о разделении власти
26 января 2014 года президент Непала Рам Баран Ядав призвал к избранию премьер-министра и формирования консенсусного правительства в течение недели в соответствии со статьей 38 Конституции, предусматривающей формирование правительства через политическое понимание.
Непальский конгресс получил поддержку КПН(ОМЛ) для формирования консенсусного правительства, договорившись о проведении местных выборов в течение шести месяцев и принятии новой конституции в течение года. На последующей встрече партий, КПН(ОМЛ), ОКПН(м) и «Мадхеси Джана Адхикар Форум» выразили поддержку правительству под руководством Сушила Коиралы, в то время, как «Раштрия Праджатантра Парти» бойкотировала заседание. Позже были проведены дальнейшие переговоры между НК, КПН(ОМЛ) и ОКПН(м), на которых маоисты заявили о своей поддержке идеи Непальского конгресса о кандидатуре премьер-министра, но не согласившись войти в правительство и решив остаться в оппозиции. 2 февраля 2014 года Непальский конгресс отказался от формирования консенсусного правительства в соответствии со статьей 38 (1) Конституции после того как РПП и ОКПН(м), третья и четвёртая по величине партии страны, решили не присоединиться к правительству. Партия начала переговоры с КПН(ОМЛ), для формирования правительства большинства в соответствии со статьей 38 (2) Конституции.

## Состав
Во второе Учредительное собрание в общей сложности вошли тридцать политических партий и два независимых кандидата:
| Партия                                                                    | Лидер             | Места |
| ------------------------------------------------------------------------- | ----------------- | ----- |
| Непальский конгресс                                                       | Сушил Коирала     | 196   |
| Коммунистическая партия Непала (объединённая марксистско-ленинская)       | Кханга Прасад Оли | 175   |
| Объединённая коммунистическая партия Непала (маоистская)                  | Прачанда          | 80    |
| Национал-демократическая партия Непала (Раштрия Праджатантра Парти Непал) | Камал Тхапа       | 24    |
| Мадхеси Джана Адхикар Форум (Локтантрик)                                  | нет данных        | 14    |
| Национал-демократическая партия (Раштрия Праджатантра Парти)              | нет данных        | 13    |
| Мадхеси Джана Адхикар Форум                                               | нет данных        | 10    |
| Тарай-Мадхеш Локтантрик парти                                             | нет данных        | 11    |
| Садбхавана парти                                                          | нет данных        | 6     |
| Коммунистическая партия Непала (марксистско-ленинская) (2002)             | нет данных        | 5     |
| Федеральная социалистическая партия                                       | нет данных        | 5     |
| Рабоче-крестьянская партия Непала                                         | нет данных        | 4     |
| Раштрия Джанаморха                                                        | нет данных        | 3     |
| Коммунистическая партия Непала (объединённая)                             | нет данных        | 3     |
| Раштрия Мадхеш Саваджвади парти                                           | нет данных        | 3     |
| Терай Мадхес Садбхавана парти                                             | нет данных        | 3     |
| Раштрия Джанамукти парти                                                  | нет данных        | 2     |
| Тарунат Тарай парти                                                       | нет данных        | 2     |
| Паривар Дал                                                               | Ек Натх Дхакал    | 2     |
| Далит Джанаджати парти                                                    | нет данных        | 2     |
| Акханда Непал парти                                                       | нет данных        | 1     |
| Мадхеси Джанадикар Форум (Гантантрик)                                     | нет данных        | 1     |
| Непали Джаната Дал                                                        | нет данных        | 1     |
| Кхамбуван Рашьтрия Морча                                                  | нет данных        | 1     |
| Непа Раштрия парти                                                        | нет данных        | 1     |
| Джана Джагаран партия                                                     | нет данных        | 1     |
| Сангхия Садхбхавана партия                                                | нет данных        | 1     |
| Мадхеш Самата парти                                                       | нет данных        | 1     |
| Саваджвади джаната парти                                                  | нет данных        | 1     |
| Сангхия Локтантрик Раштрия Манч (Тарухат)                                 | нет данных        | 1     |
| Независимые                                                               | —                 | 2     |